# Camille de Rocca Serra (homme politique, 1880-1963)
Pour les articles homonymes, voir Camille de Rocca Serra et Rocca Serra.
Camille de Rocca Serra, né le 16 août 1880 à Zicavo (Corse, actuelle Corse-du-Sud) et mort le 28 février 1963 à Porto-Vecchio (Corse, actuelle Corse-du-Sud), est un homme politique français, président du conseil général et député de la Corse.

## Biographie
Camille de Rocca Serra est issu d'une famille subsistante de la noblesse corse.
Médecin, il s'installe à Bonifacio, et devient conseiller général en 1909. En 1919, il se fait élire conseiller général de Porto-Vecchio, et maire en 1921. Il conserve ce mandat jusqu'en 1943. Il est président du Conseil général en 1938 et 1939.
Député de la Corse de 1928 à 1940, il siège au groupe de l'Alliance démocratique et s'occupe essentiellement du développement de la Corse. Le 10 juillet 1940, il vote les pleins pouvoirs au maréchal Pétain.
Il est le père de Jean-Paul de Rocca Serra et le grand-père de Camille de Rocca Serra, élus corses. Son surnom en langue corse est "u sgio Cameddu" (Messire Camille).

## Sources
- « Camille de Rocca Serra (homme politique, 1880-1963) », dans le Dictionnaire des parlementaires français (1889-1940), sous la direction de Jean Jolly, PUF, 1960 [détail de l’édition]